# 東信彦
東 信彦（あずま のぶひこ、1954年12月12日 - ） は、日本の雪氷学者。元長岡技術科学大学学長。
元南極地域観測隊ドームふじ越冬隊長。

## 人物・経歴
大阪府出身。北海道大学山岳部出身。北海道大学工学部応用物理学科卒業後、1986年北海道大学大学院工学研究科応用物理学専攻博士課程修了、工学博士、ニューヨーク州立大学バッファロー校地球科学科研究員。
1987年北海道大学工学部助手。1988年南極地域観測隊隊員。1990年長岡技術科学大学工学部助教授。1992年グリーンランド氷床掘削学術調査隊長。1993年オーストラリア南極観測隊隊員。1994年南極地域観測隊ドームふじ越冬隊長。2000年氷床掘削に関する国際会議委員。
2001年長岡技術科学大学工学部教授。2005年日本雪氷学会理事、氷床コア科学に関する国際共同会議運営委員。2010年長岡技術科学大学機械系長。2013年長岡技術科学大学理事・副学長。
2015年長岡技術科学大学学長。2021年長岡技術科学大学名誉教授、大学入試センター監事。